# Curranops apicalis
Curranops apicalis är en tvåvingeart som först beskrevs av Cole och Jon C. Lovett 1921.  Curranops apicalis ingår i släktet Curranops och familjen fläckflugor. Inga underarter finns listade i Catalogue of Life.